# Siria en los Juegos Olímpicos de Múnich 1972
Siria estuvo representada en los Juegos Olímpicos de Múnich 1972 por cinco deportistas, cuatro hombres y una mujer, que compitieron en tres deportes.
El portador de la bandera en la ceremonia de apertura fue el tirador Munzer Jatib. El equipo olímpico sirio no obtuvo ninguna medalla en estos Juegos.